# Сельвин, Лиджи Федотович
Сельвин Лиджи Федотович (25 декабря 1905 года, хотон Кердата, Большедербетовский улус, Ставропольская губерния — 15 марта 1982 года, Элиста, Калмыцкая АССР) — калмыцкий общественный деятель, учитель, борец с неграмотностью в Калмыкии. Заслуженный учитель Калмыцкой АССР, Отличник народного просвещения РСФСР (1965).

## Биография
Лиджи Федотович Сельвин родился 25 декабря 1905 года в хотоне Кердата, Большедербетовского улуса, Ставропольской губернии в крестьянской семье.
После окончания кердатинской школы поступил в Калмыцкий педагогический техникум в Астрахани, который окончил в 1925 году. В 1925—1927 годах — председатель улусного комитета профсоюза работников просвещения (Башанта, Западный улус). С 1927 года по 1929 год — основатель и директор Кердатинского детского дома, переименованного позже в Западный детский дом. В 1929 году был назначен заведующим 1-й Ики-Чоносовской начальной школой.
Затем поступил на историко-экономическое отделение в Саратовский государственный университет имени Н. Г. Чернышевского, который успешно окончил в 1933 году. В 1931 году трое студентов СГУ имени Н. Г. Чернышевского из Калмыкии, Л. Ф. Сельвин, Д. А. Павлов,К. Э. Эрендженов написали программу для занятий с малограмотными людьми на селе, которая оказала большую помощь в проведении культштурма в калмыцкой степи.
После окончания Саратовского государственного университета имени Н. Г. Чернышевского работал завучем, директором Кануковской, 2-й Ики-Чоносовской средней школы, заведующим РОНО Западного улуса, заместителем директора Калмыцкого педагогического института (1939).
В 1942 году был призван в армию, направлен на учёбу в Сталинградское военно-политическое училище (1942—1943). После окончания училища направлен в действующую часть. Служил в 385 стрелковом полку 112 стрелковой дивизии. Воевал на Центральном, 1-м Украинском фронтах. Участвовал в обороне Сталинграда, в боях на Курской дуге, в освобождении Киева. Дважды ранен и контужен. После окончания ВОВ продолжил службу в Советской Армии. Член ВКП(б) с 20 июня 1942 года.
После окончания службы в СА был направлен в Киргизскую ССР по месту жительства жены и сына, депортированных в декабре 1943 года из Калмыцкой АССР. В период депортации работал инспектором, директором школ Быстровского района Киргизской ССР (1946—1957).
В 1957 году после восстановления автономии Калмыкии вернулся в Калмыкию, где работал инспектором школ Министерства просвещения Калмыцкой Автономной области (с 1959 года — Калмыцкой АССР) (1957—1961), директором Черноземельской (ныне Ачинеровской) средней школы Калмыцкой АССР (1961—1965).

## Семья
- Жена Сельвина (Баденова) Наталья Петровна (1910—1988).
- Дети: сын — Дорджи (1938—2009), дочь — Раиса (1946—2023), сын — Борис (1949—2006).

## Награды и почётные звания
- Медаль «За оборону Сталинграда» (1943)[3].
- Медаль «За Отвагу»[4].
- Медаль «За победу над Германией в Великой Отечественной войне 1941—1945 гг.» (1945).
- Отличник народного просвещения РСФСР (1965).
- Заслуженный учитель Калмыцкой АССР (1965).
- Ветеран труда РФ (1976).
- Почётная грамота Верховного Совета Калмыцкой АССР (1965).
- Медаль «За доблестный труд в ознаменование 100-летия со дня рождения В. И. Ленина» (1970) и другие юбилейные медали.

## Память
- В «Кратком энциклопедическом словаре Республики Калмыкия» размещена статья о Сельвине Л. Ф. (С. 495). Составитель Ганжгаева Р. Б. Элиста. 2021. 658 с.
- В книгах и статьях в СМИ имеются публикации о Сельвине Л. Ф. (см. раздел «Литература»)[5][6][7].